# Arthur Imperatore Sr.
Arthur Edward Imperatore Sr. (8 juillet 1925 - 18 novembre 2020) est un homme d'affaires américain du New Jersey. Il est surtout connu comme  fondateur et président de NY Waterway (en) , un service de ferry,,  . 
Après avoir servi dans l'armée de l'air américaine pendant la Seconde Guerre mondiale, Imperatore fonda, avec ses frères, APA Transport Corp. Il acheta l'équipe de hockey des Colorado Rockies en 1978 et l'a vendit en 1981. La même année, il acheta un terrain au bord de l'eau à Weehawken, New Jersey à des fin de développements résidentiels. Imperatore mit en place un service de ferry pour les passagers pour soutenir ce développement et qui devint NY Waterway qui exploita 36 ferries.

## Jeunesse
Imperatore est né à West New York, New Jersey le 8 juillet 1925. Il était le 9ème des 10 enfants des Italo-Américains Eugene et Teresa Imperatore, qui possédaient une épicerie. Enfant, Imperatore voyagea souvent sur les ferries de la rivière Hudson pour se rendre au Yankee Stadium, bien qu'il essaya d'éviter de payer le tarif. Il servit dans l' armée de l'air américaine pendant la Seconde Guerre mondiale en tant que navigateur sur des bombardiers B-24 et B-29 .

## Carrière
En 1947, il lança une entreprise de camionnage locale avec ses frères Eugene, Arnold, George et Harold en utilisant un camion excédentaire de l'armée américaine, qui finalement devint APA Transport Corp., la quatrième plus grande entreprise de camionnage inter-États du pays. L'entreprise grandit pour devenir la quatrième plus grande entreprise de camionnage de fret aux États-Unis, avant de finalement cesser ses activités en 2001.
Imperatore acheta l'équipe de hockey sur glace des Colorado Rockies au pétrolier Jack Vickers basé à Denver le 12 juillet 1978, avec l'intention de garder la franchise à Denver avant de la déplacer vers l'est vers la nouvelle arène du complexe sportif de Meadowlands qui était en construction et devrait être achevé en 1980. Son imposition du transfert éventuel de l'équipe aliéna de nombreux fans. Avant de pouvoir terminer le déménagement dans le nord du New Jersey, Imperatore vendit les Rockies au magnat de la télévision câblée basé à Buffalo, Peter Gilbert, dans une transaction qui fut approuvée à l'unanimité par le Conseil des gouverneurs de la LNH le 10 février 1981.
En 1981, Imperatore acheta un 2,5 milles (4 kilomètres) de longueur du front de mer à Weehawken et à l'ouest de New York de la faillite du  chemin de fer Penn Central, pour 7,5 $ million. Le site se composait de gares de triage abandonnées et délabrées et Imperatore prévoyit de le convertir en développement résidentiel. Cependant, pour attirer les résidents, il devait la rendre accessible à la ville, qui était entravée par des ponts et des tunnels encombrés. En 1986, Imperatore lança le service de ferry NY Waterway entre Weehawken et Manhattan. Il y avait aussi peu que cinq passagers lors du premier voyage et le ferry fut décrié comme l'"Arthur's Folly". Cependant, sa popularité augmenta et l'entreprise finalement géra 36 ferries et 80 bus, transportant 32 000 passagers par jour. Le service permit le développement de Weehawken et de nombreuses autres zones riveraines.
En 1989, Imperatore ouvrit un restaurant haut de gamme, Arthur's Landing, à Weehawken le long de la rivière Hudson. Il ferma en 2009 et un autre restaurant ouvrit dà l'endroit en 2013. À un moment donné, Imperatore avait prévu de construire un semblant de Venise sur le front de mer de la rivière Hudson dans le New Jersey.

## Vie privée
Imperatore était un résident de Fort Lee, New Jersey, vivant dans une maison qui avait été construite par le gangster Albert Anastasia et qui appartiendra plus tard successivement au promoteur immobilier Del Webb et au comédien Buddy Hackett . Il fut marié à Mei-Ling Yee-Imperatore, et il eut un fils et une fille ainsi que quatre beaux-enfants. Imperatore entra dans la liste Forbes 400 des Américains les plus riches en 1988, sa seule année sur la liste. Il décède le 18 novembre 2020 des suites d'une longue maladie.

## Honneurs
L'école Arthur E. Imperatore des sciences et des arts du Stevens Institute of Technology, à Hoboken, New Jersey, a été nommée en son honneur. Imperatore fut intronisé au New Jersey Hall of Fame en 2017.